# Marsala
Marsala je italské město v oblasti Sicílie. Leží na jejím západním pobřeží; je to čtvrté největší sicilské město.
Ve starověku bylo město známé pod řeckým názvem Lilybaion (lat. Lilybaeum). Bylo založeno ve 4. století př. n. l. Kartágem a stalo se jedním z nejbohatších měst na Sicílii.